# Збірна Гвінеї-Бісау з футболу
Національна збірна Гвінеї-Бісау з футболу — збірна Гвінеї-Бісау, яка контролюється Федерацією футболу Гвінеї-Бісау, входить до Конфедерації африканського футболу.

## Історія
Збірна Гвінеї-Бісау є однією з найслабших збірних континенту, команда жодного разу не брала участі ні в Чемпіонаті світу, ні в Кубку африканських націй. Гвінейці чотири рази брали участь у відбіркових кампаніях до Чемпіонату світу, зігравши 8 матчів (одна перемога, дві нічиї та п'ять поразок, при різниці забитих-пропущених м'ячів 5-13), і стільки ж разів намагалися потрапити на Кубок африканських націй, провівши 16 матчів ( дві перемоги, три нічиї і 11 поразок при різниці забитих-пропущених м'ячів 10-32). Єдиним значущим досягненням збірної Гвінеї-Бісау є вихід у фінал маловідомого регіонального турніру Кубка Амількара Кабрала в 1983 році.

## Чемпіонат світу
Перша спроба кваліфікуватися на чемпіонат світу, який мав проходити 1998 року у Франції, завершилася невдачею ще в попередньому раунді в матчі з сусідньою Гвінеєю. Незважаючи на перемогу в Бісау з мінімальною перевагою 3:2, збірна не змогла втримати перевагу, і в другому матчі в Конакрі, програв з рахунком 1:3 і вибув зі змагань.
У попередньому раунді відбору до Чемпіонат світу з футболу у Південній Кореї та Японії 2002 збірна цього разу зустрілася з Того, Гвінеї-Бісау доволі легко поступилася за підсумками двох матчів. У першому матчі, який проходив у Бісау, йому вдалося зберегти скромний рахунок 0:0 у домашньому матчі, в другому матчі, який проходив у Ломе, Гвінея-Бісау поступилася з ганебним рахунком 4:0.
У попередньому раунді кваліфікації до чемпіонату світу з футболу 2006 року Гвінея-Бісау зустрілася зі збірною Малі. В Бісау збірна програла з рахунком 1:2, і їхні шанси на продовження боротьбив в наступному етапі ускладнилися. Збірна вибула з турніру після поразки від малійців у Бамако з рахунком 0:2.
У попередньому раунді відбору до Чемпіонату світу 2010 року Національна збірна Гвінеї-Бісау зустрілася зі збірною Сьєрра-Леоне. Гвінея-Бісау програла з рахунком 0:1 у Фрітауні, результат, який залишив хороші шанси на продовження боротьби, але збірна не змогла використати ці шанси, коли зіграла матч в Бісау з рахунком 0:0. Таким чином, було упущено ще одну можливість, щоб потрапити на чемпіонат світу.
У попередньому раунді відбору до Чемпіонату світу, який мав проходити в Бразилії в 2014 році, Гвінея-Бісау зустрілася знову зі збірною Того. У першому матчі, який команди зіграли в Ломе, було зафіксовано рахунок 1:0 на користь Того, так що Гвінея-Бісау мала хороші шанси, щоб нарешті потрапити на Чемпіонат світу. Матч-відповідь пройшов у Бісау, й завершився з нічийним рахунком 1:1, цей матч ознаменувався поверненням до збірної Того Еммануеля Адебайора, який роком раніше вирішив припинити свої виступи за національну збірну. Таким чином, Гвінея-Бісау вкотре втратила шанс продовжити боротьбу за потрапляння на Чемпіонат світу.
- 1930–1994 — не брала участі
- 1998–2018 — не пройшла кваліфікацію

## Кубок Африки
- 1957–1992 — не брала участі
- 1994 — не пройшла кваліфікацію
- 1996 — відмовилась від участі під час кваліфікації
- 1998 — дискваліфікована
- 2000 — не брала участі
- 2002 — відмовилась від участі
- 2004 — відмовилась від участі
- 2006 — не пройшла кваліфікацію
- 2008 — не брала участі
- 2010–2015 — не пройшла кваліфікацію
- 2017 — груповий етап
- 2019 — груповий етап
- 2021 — груповий етап
- 2023— груповий етап

## Відомі гравці
- Бокунджі Ка
- Армінду Туе На Бангна (Брума)
- Едгар Мігел Ле
- Агостінью Ка
- Аміду Балде